# Arrondissement Lens
Das Arrondissement Lens ist eine Verwaltungseinheit des französischen Départements Pas-de-Calais innerhalb der Region Hauts-de-France. Verwaltungssitz (Unterpräfektur) ist Lens.
Mit Wirkung auf den 1. Januar 2007 wechselten die Kantone Avion und Rouvroy im Zuge einer Wahlkreisreform vom Arrondissement Arras zum Arrondissement Lens.

## Wahlkreise
Im Arrondissement liegen Gemeinden aus neun Wahlkreisen (Kantonen):
- Kanton Avion
- Kanton Bully-les-Mines
- Kanton Carvin
- Kanton Harnes
- Kanton Hénin-Beaumont-1
- Kanton Hénin-Beaumont-2
- Kanton Lens
- Kanton Liévin
- Kanton Wingles

## Gemeinden
| 1. Ablain-Saint-Nazaire (62001) | 2. Acheville (62003)            | 3. Aix-Noulette (62019)        | 4. Angres (62032)            |
| 5. Annay (62033)                | 6. Avion (62065)                | 7. Bénifontaine (62107)        | 8. Billy-Montigny (62133)    |
| 9. Bois-Bernard (62148)         | 10. Bouvigny-Boyeffles (62170)  | 11. Bully-les-Mines (62186)    | 12. Carency (62213)          |
| 13. Carvin (62215)              | 14. Courcelles-lès-Lens (62249) | 15. Courrières (62250)         | 16. Dourges (62274)          |
| 17. Drocourt (62277)            | 18. Éleu-dit-Leauwette (62291)  | 19. Estevelles (62311)         | 20. Évin-Malmaison (62321)   |
| 21. Fouquières-lès-Lens (62351) | 22. Givenchy-en-Gohelle (62371) | 23. Gouy-Servins (62380)       | 24. Grenay (62386)           |
| 25. Harnes (62413)              | 26. Hénin-Beaumont (62427)      | 27. Hulluch (62464)            | 28. Leforest (62497)         |
| 29. Lens (62498)                | 30. Libercourt (62907)          | 31. Liévin (62510)             | 32. Loison-sous-Lens (62523) |
| 33. Loos-en-Gohelle (62528)     | 34. Mazingarbe (62563)          | 35. Méricourt (62570)          | 36. Meurchin (62573)         |
| 37. Montigny-en-Gohelle (62587) | 38. Noyelles-Godault (62624)    | 39. Noyelles-sous-Lens (62628) | 40. Oignies (62637)          |
| 41. Pont-à-Vendin (62666)       | 42. Rouvroy (62724)             | 43. Sains-en-Gohelle (62737)   | 44. Sallaumines (62771)      |
| 45. Servins (62793)             | 46. Souchez (62801)             | 47. Vendin-le-Vieil (62842)    | 48. Villers-au-Bois (62854)  |
| 49. Vimy (62861)                | 50. Wingles (62895)             |                                |                              |

## Neuordnung der Arrondissements 2017

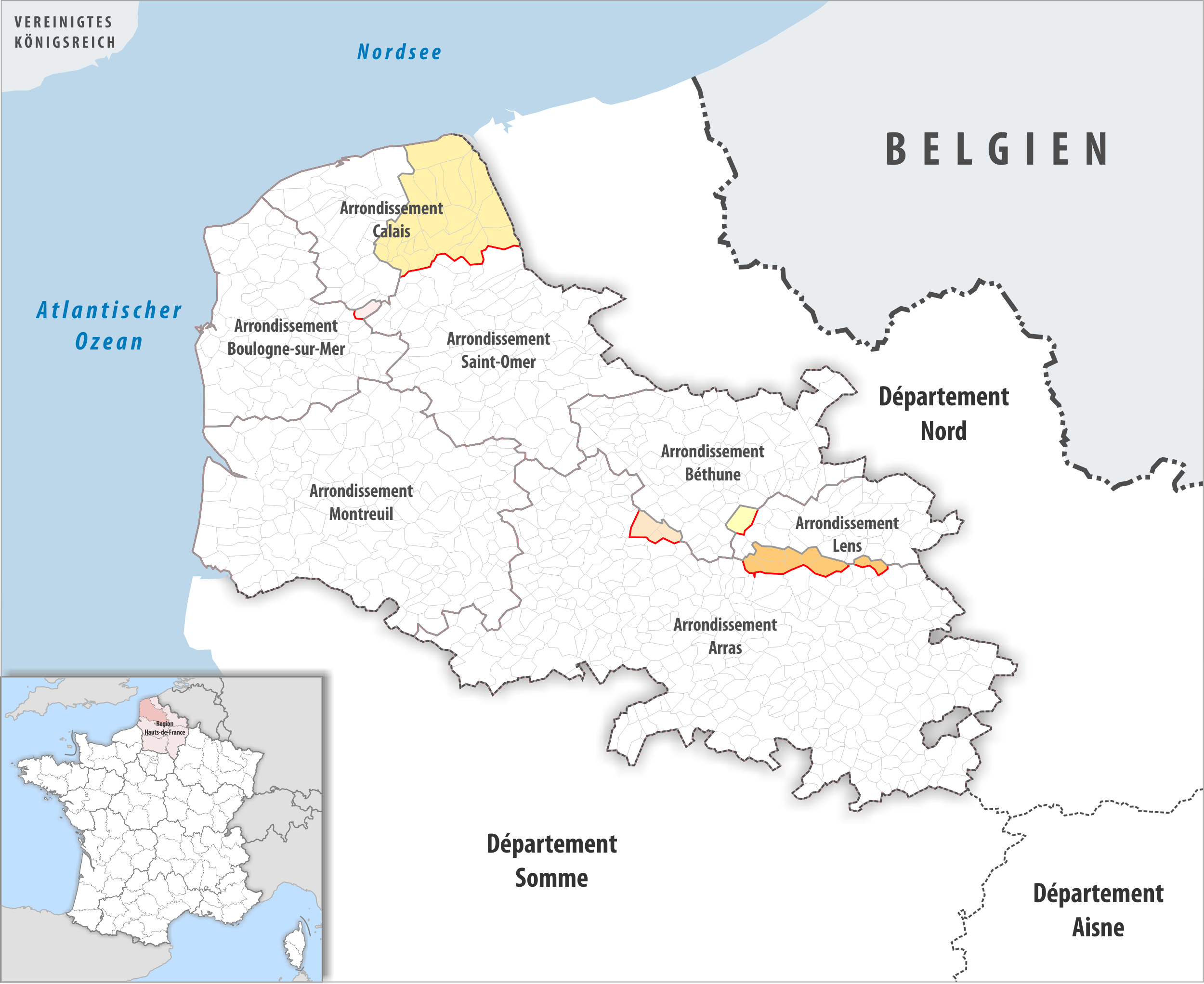
Arrondissementsanpassungen im Jahr 2017

Durch die Neuordnung der Arrondissements im Jahr 2017 wurden aus dem Arrondissement Arras die Fläche der acht Gemeinden Ablain-Saint-Nazaire, Acheville, Bois-Bernard, Carency, Givenchy-en-Gohelle, Souchez, Villers-au-Bois und Vimy dem Arrondissement Lens zugewiesen.
Dafür wechselte die Fläche der Gemeinde Hersin-Coupigny vom Arrondissement Lens zum Arrondissement Béthune.